# Asociación Nacional de Afectados por las Adopciones Irregulares
Die spanische Organisation Asociación Nacional de Afectados por las Adopciones Irregulares (Nationalverband für die Betroffenen irregulärer Adoptionen, kurz ANADIR) wurde am 11. Februar 2010 von Antonio Barroso gegründet. Sie setzt sich für die Rechte von Adoptionskindern ein, die während der Franco-Diktatur (1936 bis 1975) und wahrscheinlich auch in den ersten Folgejahren von ihren leiblichen Eltern getrennt wurden. Viele Babys und Kinder wurden systematisch ihren meist als regimekritisch oder missliebig betrachteten Eltern durch staatliche Organe weggenommen, in – oft kirchliche – Einrichtungen gebracht und von dort gegen teilweise hohe Summen weiterverkauft, häufig an kinderlose, dem Regime nahestehende Paare. Den leiblichen Eltern wurde häufig der Tod des Babys bzw. Kindes vorgetäuscht und eine bereits erfolgte Beerdigung mitgeteilt. Schätzungen gehen von bis zu 300.000 Entführungsopfern aus.
Der Verein setzt sich unter anderem zum Ziel,
- die Entführungsopfer darin zu unterstützen, ihre leiblichen Eltern oder Geschwister zu finden,
- ihnen bei der Suche nach der eigenen Identität und der Aufarbeitung der psychischen Folgen zu helfen,
- eine juristische Aufarbeitung der Entführungen zu erreichen.[2]

ANADIR reichte eine erste Sammelklage im Auftrag von 261 Entführungsopfern am 27. Januar 2011 bei der spanischen General-Staatsanwaltschaft (Fiscalía General del Estado) in Madrid ein.